# Приходько Юлія Олексіївна
Приходько Юлія Олексіївна – доктор психологічних наук, професор, академік Академії наук вищої школи України, професор кафедри психології і педагогіки Факультету педагогіки та психології Національного педагогічного університету ім. М.П. Драгоманова.

## Освіта
У 1962 р. закінчила з відзнакою Бердичівське педагогічне училище за спеціальністю «Дошкільне виховання».
У 1968 р. закінчила з Київський педагогічний інститут імені М. Горького (нині Національний педагогічний університет імені Михайла Драгоманова за спеціальністю „Педагогіка та психологія (дошкільна)”.

## Досвід роботи
1962-1969 рр. – вихователь та методист дошкільних закладів №№98 і 352 м. Києва;
1969-1974 рр. – завідувач дошкільного закладу № 474 м. Києва;
1974-1975 рр. – інспектор Управління дошкільного виховання Міністерства народної освіти УРСР;
1975-1989 рр. – молодший науковий співробітник, старший науковий співробітник Інституту психології імені Г.С. Костюка МО УРСР;
1989-1993рр. – доцент кафедри педагогіки і методики початкового навчання Національного педагогічного університету ім. М.П. Драгоманова;
1993-1996 рр. – докторант Національного педагогічного університету імені М.П. Драгоманова;
1996-1999 рр. – доцент кафедри психології і педагогіки Інституту педагогіки і психології Національного педагогічного університету ім. М.П. Драгоманова;
з 1999 р. – професор кафедри психології і педагогіки Інституту педагогіки і психології Національного педагогічного університету ім. М.П. Драгоманова.

## Наукова діяльність
У 1980 р. захистила дисертацію на здобуття наукового ступеня кандидата психологічних наук „Формування позитивного емоційного ставлення дітей один до одного в процесі спільної діяльності” (спеціальність 19.00.07 – педагогічна та вікова психологія);
У 1997 р. захистила дисертацію на здобуття наукового ступеня доктора психологічних наук „Генезис провідних ставлень дитини дошкільного віку як основа її особистісного розвитку” (спеціальність 19.00.07 – педагогічна та вікова психологія).
Здійснює професійну підготовку психологів та практичних психологів, наукове керівництво докторантами, аспірантами та магістрантами, а також перепідготовку керівних кадрів освіти в Університеті менеджменту освіти Академії педагогічних наук України. Член трьох спеціалізованих рад із захисту докторських та кандидатських дисертацій за спеціальностями "Педагогічна та вікова психологія", "Спеціальна психологія",  "Психологія" (МАУП). Під науковим керівництвом захищена докторська та 15 кандидатських дисертацій.
Автор понад 160 друкованих праць із проблем вікової та педагогічної психології, зокрема становлення та розвитку особистості на різних вікових етапах, її морального розвитку, професійної підготовки психологів та педагогів та інших проблем психолого-педагогічної науки.

## Нагороди
- Медаль "За наукові досягнення" (2009 р.)
- „Відмінник народної освіти УРСР” (1986 р.),
- „Відмінник освіти України” (2004 р.),
- Грамоти Міністерства освіти України,
- Грамота Президії АПН України.

## Викладала  дисципліни
- „Загальна психологія”
- „Методологія та методи дослідження у психології”
- „Вступ до спеціальності”
- „Вікова і педагогічна психологія”

## Публікації
1. Формування позитивних взаємин у дитячому колективі. – К.: Радянська школа, 1987.
2. Формирование взаимоотношений дошкольников в детском саду и семье / [В.К.Котырло, Т.М.Титаренко, Ю.А.Приходько и др.] /Под ред. В.К.Котырло. – М.: Педагогика, 1987.
3. Воспитание гуманных чувств у детей [ В.К.Котырло, С.А.Ладывир, Ю.А.Приходько и др.]  - К.: Радянська школа, 1987.
4. Взаємозв'язок гри та праці  дітей дошкільного віку. - К.: Республіканський методичний кабінет дошкільного виховання, 1991.
5. Нариси становлення та розвитку дитячої психології: навчальний посібник для студентів вищих навч. закладів. -  К.: НПУ ім. М. П. Драгоманова, 1999.
6. Розвиток відчуттів і сприймань у дітей дошкільного віку (сенсорний розвиток). Навчальний посібник .- К.: НПУ імені М.П. Драгоманова, 2001.
7. Дитяча психологія: нариси становлення та розвитку: Навчальний посібник  [2-е видання, доповнене.] – К.: Міленіум, 2004.
8. Тестові завдання до курсу "Загальна психологія" (за модульно-рейтинговою системою навчання). Навчально-методичний посібник. - Хмельницький: Хмельницький гуманітарно-педагогічний інститут,  2006.
9. Психологія: Комплекс типових навчальних програм для підготовки студентів за кредитно- модульною та модульно-рейтинговою системою зі спеціальності „початкове навчання та додаткові спеціалізації”, „психологія”, „практична психологія”, „дошкільне виховання та додаткові спеціалізації” / В.І.Бондар, Ю.О.Приходько, В.У.Кузьменко та ін.; [В.І.Бондар (ред.)]. – К.: НПУ імені М.П.Драгоманова, 2006.
10. Розвиток вольових якостей молодших школярів як чинник їх навчальної успішності: навчальний посібник .(У співавторстві з Савченко К.В.). – К.: НПУ імені. М.П.Драгоманова, 2007.
11. Практична психологія: введення у професію.  Навчальний посібник.- К.: НПУ імені М.П.Драгоманова, 2008.
12. Виховання гуманних почуттів у дітей. (У співавторстві з Ладивір С.О., Тищенко С.П.та ін.). - Тернопіль: Мандрівець, 2010.
13. Психологічний словник-довідник: Навчальний посібник. ( У співавторстві з Юрченко В.І.) – К.: Каравела, 2010.
14. Практична психологія: введення у професію. Навчальний  посібник. – 2-е видання, доповнене – К.: Каравела, 2010.
15. Психологія: тестові завдання : [навчально-методичний посібник]. (У співавторстві з Кучеренко Є.В.)— К.: Національний педагогічний університет імені М.П.Драгоманова, 2011.
16. Практична психологія: введення у професію. Навчальний посібник. - 3-є видання, доповнене. - К.: Каравела, 2012.
17. Психологічний словник-довідник. Навчальний посібник. - 2-е видання, доповнене.(У співавторстві з Юрченко В.І.) - К.: Каравела, 2014.
18. Психологічний словник-довідник. Навчальний посібник. - 3-є видання, доповнене. (У співавторстві з Юрченко В.І.). - К.: Каравела, 2016.